# Suisei
Suisei (PLANET-A)   ( すいせい ? "cometa") è una sonda spaziale giapponese progettata per studiare la cometa di Halley. Venne lanciata il 18 agosto 1985 dal Kagoshima Space Center e ha avvicinato la cometa (150.000 km) l'8 marzo 1986. Era stato progettato un incontro con la cometa 21P/Giacobini-Zinner nel novembre del 1998 ma il piano dovette essere abbandonato per la mancanza di propellente.
Rispetto alla gemella Sakigake, Suisei è stata equipaggiata di strumenti d'immagine e della relativa elettronica.